# Liste der Monuments historiques in Jaucourt
Die Liste der Monuments historiques in Jaucourt führt die Monuments historiques in der französischen Gemeinde Jaucourt auf.

## Liste der Immobilien
| Bezeichnung              | Beschreibung                   | Standort                | Kennzeichnung | Schutzstatus | Datum | Bild           |
| ------------------------ | ------------------------------ | ----------------------- | ------------- | ------------ | ----- | -------------- |
| Kapelle St-Jean-Baptiste | ehemalige Burgkapelle, um 1200 | 3 rue du Château (Lage) | PA00132585    | Inscrit      | 1994  | weitere Bilder |

## Liste der Objekte
| Bezeichnung                           | Beschreibung | Standort                       | Kennzeichnung | Schutzstatus | Datum | Bild           |
| ------------------------------------- | --- | ------------------------------ | ------------- | ------------ | ----- | -------------- |
| Reliquienschrein                      | Holz, bemalt, Anfang des 14. Jahrhunderts; vor 1954 verschwunden                                                                                           | in der Kirche St-Martin (Lage) | PM10002998    | Classé       | 1894  |                |
| Kreuzreliquiar                        | Silber, Kupfer, vergoldet, Email, Edelsteine, 12. oder 13. Jahrhundert, im 14. Jahrhundert ergänzt; 1915 an das Musée du Louvre verkauft, dort ausgestellt | in der Kirche St-Martin (Lage) | PM10000935    | Classé       | 1894  | weitere Bilder |
| Skulpturengruppe Unterweisung Mariens | Kalkstein, farbig gefasst und vergoldet, 16. Jahrhundert                                                                                                   | in der Kirche St-Martin (Lage) | PM10000936    | Classé       | 1908  |                |
| Grabstein für Antoine Hardi           | Kalkstein, bezeichnet 1660 | in der Kirche St-Martin (Lage) | PM10000937    | Classé       | 1913  |                |